# Diocesi di Châlons

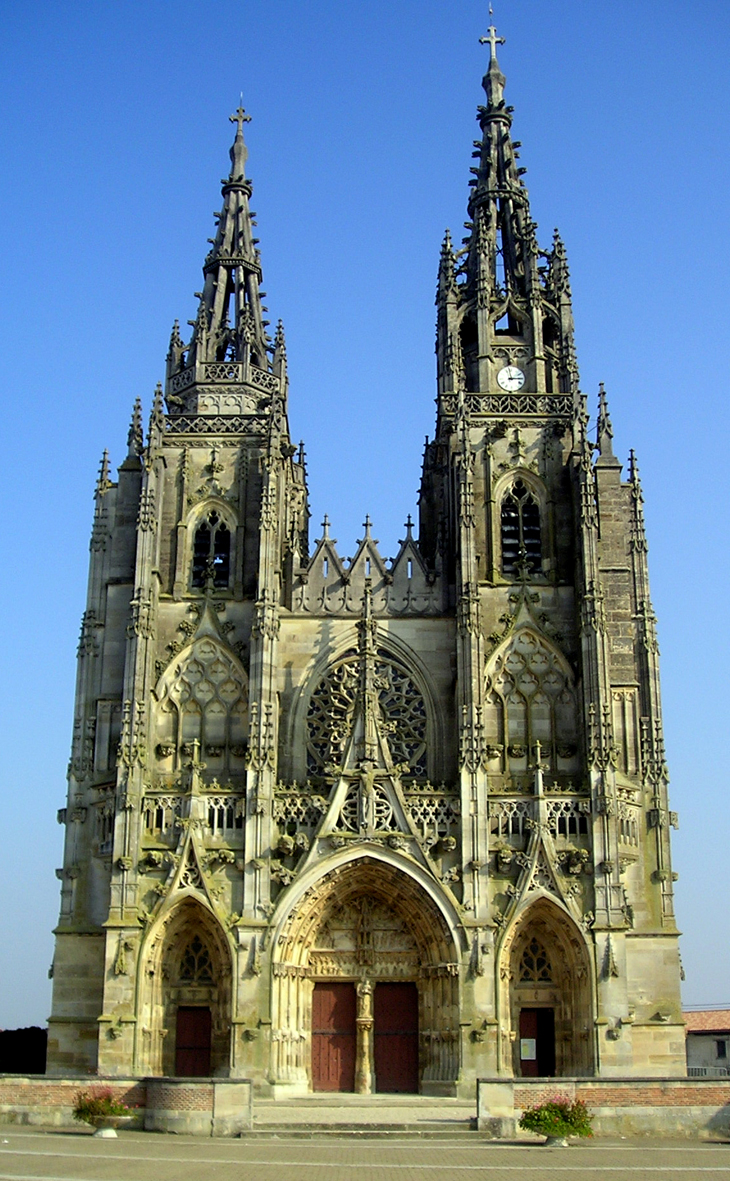
La basilica Notre-Dame de l'Épine, luogo di culto mariano della diocesi.

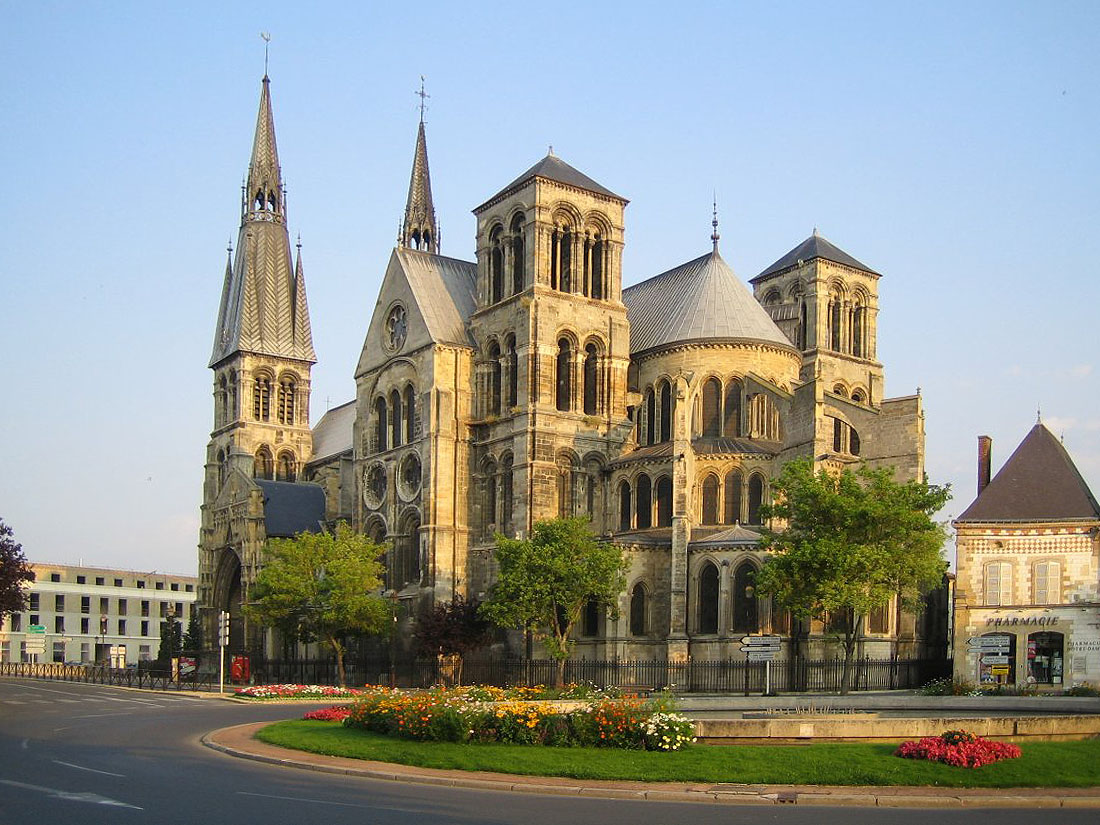
La collegiata Notre-Dame-en-Vaux a Châlons-en-Champagne.

La diocesi di Châlons (in latino Dioecesis Catalaunensis) è una sede della Chiesa cattolica in Francia suffraganea dell'arcidiocesi di Reims. Nel 2023 contava 268.300 battezzati su 281.370 abitanti. È retta dal vescovo Franck Javary.

## Territorio
La diocesi comprende il dipartimento francese della Marna, eccettuato l'arrondissement di Reims.
Sede vescovile è la città di Châlons-en-Champagne, dove si trova la cattedrale di Santo Stefano. A L'Épine sorge la basilica minore di Notre-Dame.
Il territorio si estende su 6.501 km² ed è suddiviso in 34 parrocchie, raggruppate in 6 decanati: Argonne, Brie, Châlons, Champagne, Perthois e Vignoble.

## Storia
Il territorio dell'odierna Châlons era abitato in epoca pre-romana dal popolo dei Catalauni, il cui principale centro era chiamato in epoca romana Durocatalaunum. La civitas Catalaunorum entrò a far parte nel IV secolo della provincia romana della Gallia Belgica seconda, come attestato dalla Notitia Galliarum dell'inizio del V secolo.
La tradizione attribuisce l'evangelizzazione del territorio dei Catalauni a san Memmio, la cui vita leggendaria riferisce che fu inviato in Gallia da san Pietro. In realtà il fondatore della Chiesa di Châlons è vissuto nella prima metà del IV secolo o al massimo alla fine del III secolo; infatti, secondo gli antichi cataloghi episcopali medievali, il nome del suo immediato successore, san Donaziano, si trova negli atti dello pseudo-concilio di Colonia del 346.
Dal punto di vista religioso, come di quello civile, Châlons dipendeva dalla provincia ecclesiastica dell'arcidiocesi di Reims, sede metropolitana provinciale.
Poco si conosce dei successori di san Memmio, sui quali esistono molti dubbi sulla loro storicità. Il più venerato dopo il fondatore fu Alpino, considerato santo nei calendari locali, la cui vita tuttavia è tanto leggendaria quanto quella di Memmio, attribuendogli fatti posteriori al suo episcopato, come quello del passaggio di Attila re degli Unni attorno al 451.
Verso la fine del VI secolo il cristianesimo poté diffondersi e consolidarsi grazie all'opera dei monaci missionari irlandesi, tra i quali l'abate san Colombano fondatore dell'abbazia di Luxeuil nel 590, una delle più importanti e conosciute della Francia e matrice di centinaia di monasteri nel regno Franco grazie ai suoi monaci, fra cui spicca san Gallo.
In epoca carolingia, la diocesi si organizzò ed assunse quell'aspetto che mantenne fino alla rivoluzione francese alla fine del Settecento. Essa fu divisa in 4 arcidiaconati e 9 decanati, suddivisione amministrativa che si trova completamente attualizzata durante l'episcopato di Erchenrado († ca. 868). I decanati riflettevano l'antica suddivisione in pagi dell'epoca franca e merovingia; gli arcidiaconi invece erano membri di diritto del capitolo della cattedrale:
- l'arcidiaconato di Châlons comprendeva i decanati di Châlons, Bussy-le-Château (o Courtisols), Coole e Vitry-en-Perthois;
- l'arcidiaconato di Joinville comprendeva i decanati di Joinville e Perthes (o Vitry-le-François);
- l'arcidiaconato di Atenois comprendeva i decanati di Sainte-Menehould e Possesse;
- l'arcidiaconato di Vertus comprendeva il solo decanato omonimo.[3]

Fra il 1046 e il 1048 era presente a Châlons un gruppo di dissidenti che rifiutava il matrimonio, i cibi di carne, l'uccisione di qualsiasi animale e riteneva di poter conferire lo Spirito Santo attraverso l'imposizione delle mani.
Tra l'XI ed il XIII secolo i vescovi (quasi una trentina in 3 secoli) si trovarono impegnati nella riforma generale della Chiesa, conosciuta storicamente come riforma gregoriana. Tra i più noti vescovi di quest'epoca c'è Guglielmo di Champeaux († 1122), uno dei più celebri professori di filosofia e di teologia della sua epoca, la cui fama fu oscurata da quella del suo discepolo, Pietro Abelardo. In quest'epoca (di certo a partire almeno da Roger I), i vescovi esercitarono anche il potere temporale sulla città episcopale e circa 70 villaggi e cittadine, quasi un quarto della diocesi. Successivamente, i vescovi aumenteranno i loto poteri comitali fino a diventare conti di Châlons e pari ecclesiastici di Francia.
A Guglielmo di Champeaux si deve anche la ricostruzione dell'antica cattedrale in forme romaniche, che fu consacrata il 26 ottobre 1147 da papa Eugenio III, assistito da san Bernardo di Chiaravalle. Nel XIII secolo, con il vescovo Pierre de Hans, ne fu intrapresa la ricostruzione in stile gotico.
Nel corso del XVI secolo la diocesi si trovò coinvolta nei tentativi di imporre la riforma protestante e nella successiva guerra tra gli ugonotti e la lega cattolica. Il 1º marzo 1562 venne compiuto il celebre massacro di Wassy che dette avvio alle guerre di religione francesi.
Nell'epoca della controriforma, domina la figura del vescovo Félix Vialart de Herse († 1680), al quale si deve l'introduzione della riforma cattolica nella diocesi in applicazione dei dettami del concilio di Trento, attraverso una serie di ordinanze e statuti sinodali che modelleranno la diocesi fino alla fine dell'ancien régime. Tra le altre cose rifondò nel 1650 il seminario diocesano, già istituito nel 1572 ma senza grandi successi; visitò regolarmente la diocesi e le singole parrocchie; rinforzò l'istituzione dei sinodi diocesani e stabilì le conférences ecclésiastiques per l'aggiornamento spirituale e teologico dei preti; creò infine il gruppo delle dames régentes, un gruppo istituzionalizzato di donne per la formazione delle insegnanti nelle scuole, soprattutto di campagna, e per coadiuvare i parroci nell'evangelizzazione e nella catechesi.
Gallia christiana attribuisce all'antica diocesi di Châlons (prima della rivoluzione francese) 19 abbazie, di cui 16 di uomini: sette appartenevano ai benedettini, quattro all'ordine di Sant'Agostino, sette all'Ordine Cistercense ed una ai premostratensi.
In seguito al concordato con la bolla Qui Christi Domini di papa Pio VII del 29 novembre 1801 la diocesi fu soppressa e il suo territorio fu incorporato in quello della diocesi di Meaux.
Un nuovo concordato, stipulato nel giugno 1817, prevedeva il ristabilimento della diocesi. Ma questo accordo non entrò mai in vigore, in quanto non ratificato dal Parlamento di Parigi.
Il 6 ottobre 1822 la diocesi fu definitivamente ristabilita con la bolla Paternae charitatis del medesimo papa Pio VII. La nuova diocesi corrispondeva al dipartimento della Marna, eccettuato l'arrondissement di Reims. Rispetto alla diocesi dell'ancien régime aveva perso 75 parrocchie, passate alle diocesi di Langres e di Verdun; ma ne aveva acquisite 181 provenienti dalle antiche diocesi di Reims (42), Sens (1), Soissons (39) e Troyes (99).

## Cronotassi dei vescovi
Si omettono i periodi di sede vacante non superiori ai 2 anni o non storicamente accertati.
- San Memmio †
- San Donaziano † (menzionato nel 346)[10]
- San Domiziano †[11]
- Amabile †
- Desiderio †
- Santissimo †
- Provinto †
- Sant'Alpino †[12]
- Amando (o Amandino) † (menzionato nel 461)
- Florenzio †
- Providoro †
- Proditore †
- Lupo I † (prima del 535 - 541 deceduto)[13]
- Papione †
- Eucherio †
- Teutmodo †
- Sant'Elafio † (? - 580 deceduto)
- San Leudomero † (menzionato nel 614)
- Felice I † (menzionato nel 627)
- Ragnebaudo †
- Landeberto I †
- Landeberto II† (menzionato nel 667)[14]
- Arulfo (o Arnulfo) † (? - circa 665 deceduto)[13]
- Bertoendo † (menzionato nel 693 circa)
- Felice II †
- Bladaldo †
- Scarico †
- Ricoario †
- Willibaldo †[15]
- Bovo I †[16]
- Ildigrimo (o Ildegrino) † (circa 802 - 20 giugno 827 deceduto)[17]
- Adelelmo † (circa 827 - 838 deceduto)
- Lupo II † (prima di settembre 838 - dopo aprile 853)
- Erchenrado † (prima di novembre 858 - dopo ottobre 867)
- Williberto † (5 dicembre 868 consacrato - 2 gennaio 878 deceduto)
- Bernone † (prima del 26 maggio 878 - dopo novembre 886)
- Rodoaldo † (menzionato nell'893 circa)[18]
- Mancione † (prima del 900 - circa 908 o 910[19] deceduto)
- Letoldo † (menzionato nel 909)[20]
- Bovo II † (prima del 917 - 947 deceduto)
- Gibuin I † (circa 947/948 - dopo il 986)[21]
- Gibuin II † (? - 1004 deceduto)[22]
- Guy † (1004 - 1008)
- Roger I † (1009 - 1042 deceduto)
- Roger II † (1043 - 27 gennaio 1065 deceduto)
- Roger de Hainaut † (1066 - dicembre 1093 deceduto)
- Philippe de Champagne † (1095 - 5 aprile 1100 deceduto)
- Hugues I † (1100 - 20 maggio 1113 deceduto)
- Guillaume de Champeaux † (1113 - 18 gennaio 1122 deceduto)
- Ebles (Ebal) de Roucy † (1122 - 21 giugno 1126 deceduto)
- Erlebert (Herbert) † (1127 - 8 ottobre 1130 deceduto)
- Geoffroy † (1131 - 27 o 28 maggio 1142 deceduto)
- Guy de Pierrepont † (1142 o 1144 - 20 gennaio 1147 deceduto)
- Barthélémy de Senlis † (1147 - 24 o 25 dicembre 1151 deceduto)
- Aymon de Bazoches † (1152 - 1153 deceduto)
- Boson † (1153 - 25 marzo 1162 deceduto)
  - Guy de Dampierre † (1162 - 1163) (vescovo eletto)
- Guy de Joinville † (1164 - 31 gennaio 1190 deceduto)
- Rotrou du Perche † (1190 - 10 dicembre 1201 deceduto)
- Gérard de Douai † (24 aprile 1202 - 1215 dimesso)
- Guillaume du Perche † (1215 - febbraio 1226 deceduto)
- Philippe de Méréville (de Nemours) † (1228 - 1237 deceduto)
- Hugues II †
- Alexandre †
- Geoffroy de Grandpré † (15 aprile 1241 - 22 aprile 1247 deceduto)
- Pierre de Hans † (15 febbraio 1248 - 16 novembre 1261 deceduto)
- Conon de Vitry † (menzionato nel 1263)
  - Sede vacante (prima del 1269 - 1272)
- Arnaud † (4 settembre 1272 - 30 luglio 1273 deceduto)
- Rémi de Somme-Tourbe † (prima del 1275 - 18 ottobre 1284 deceduto)
- Jean de Châteauvillain † (24 aprile 1285 - 2 aprile 1313 deceduto)
- Pierre de Latilly † (12 maggio 1313 - 15 marzo 1328 deceduto)
- Simon de Châteauvillain † (6 aprile 1328 - 8 gennaio 1335 deceduto)
- Philippe de Melun † (15 maggio 1335 - 15 febbraio 1339 nominato arcivescovo di Sens)
- Jean de Mandevillain † (15 febbraio 1339 - 27 novembre 1339 deceduto)
- Jean Happe † (13 ottobre 1340 - dopo il 1350)
- Renaud Chauveau † (2 ottobre 1353 - 19 settembre 1356 deceduto)
- Archambaud de Lautrec † (11 gennaio 1357 - 10 novembre 1389 deceduto)
- Charles de Poitiers † (29 gennaio 1390 - 20 settembre 1413 nominato vescovo di Langres)
  - Luigi di Bar † (20 settembre 1413 - 10 gennaio 1420 dimesso) (amministratore apostolico)
- Jean de Sarrebrück † (10 gennaio 1420 - 30 novembre 1438 deceduto)
  - Jean Tudert † (22 aprile 1439 - 1439/1440 deceduto) (vescovo eletto)
- Guillaume le Tur † (6 luglio 1440 - 3 giugno 1453 deceduto)
- Geoffroy de Saint Géran † (27 novembre 1453 - 30 agosto 1503 deceduto)
- Gilles de Luxembourg † (29 novembre 1503 - 10 febbraio 1535 deceduto)
- Robert de Lénoncourt † (10 maggio 1535 - 30 maggio 1550 dimesso)
- Philippe de Lénoncourt † (30 maggio 1550 - 13 aprile 1556 dimesso)
- Jérome de Burges † (13 aprile 1556 - 1571 dimesso)
- Nicolas Clausse de Marchamont † (26 novembre 1571 - 12 settembre 1573 deceduto)
- Cosme Clausse de Marchamont † (17 novembre 1574 - 1º aprile 1624 deceduto)
- Henri Clausse de Fleury † (1º aprile 1624 succeduto - 13 dicembre 1640 deceduto)
- Félix Vialart de Herse † (26 maggio 1642 - 11 giugno 1680 deceduto)
- Louis-Antoine de Noailles † (17 marzo 1681 - 19 settembre 1695 nominato arcivescovo di Parigi)
- Gaston-Jean-Baptiste-Louis de Noailles † (2 aprile 1696 - 15 settembre 1720 deceduto)
- Nicolas-Charles de Saulx-Tavannes † (24 settembre 1721 - 18 dicembre 1733 nominato arcivescovo di Rouen)
- Claude-Antoine de Choiseul-Beaupré † (18 dicembre 1733 - 2 ottobre 1763 deceduto)
- Antoine-Eléonore-Léon Le Clerc de Juigné † (9 aprile 1764 - 21 febbraio 1782 dimesso[23])
- Anne-Antoine-Jules de Clermont-Tonnerre † (25 febbraio 1782 - 29 novembre 1801 dimesso)
  - Sede soppressa (1801-1822)
- Marie-Joseph-François-Victor Monyer de Prilly † (17 novembre 1823 - 1º gennaio 1860 deceduto)
- Jean-Honoré Bara † (1º gennaio 1860 succeduto - 11 luglio 1864 deceduto)
- Guillaume-René Meignan † (27 marzo 1865 - 25 settembre 1882 nominato vescovo di Arras)
- Guillaume-Marie-Romain Sourrieu † (25 settembre 1882 - 21 maggio 1894 nominato arcivescovo di Rouen)
- Gaspard-Marie-Michel-André Latty † (21 maggio 1894 - 15 ottobre 1907 nominato arcivescovo di Avignone)
- Hector-Irénée Sévin † (9 marzo 1908 - 2 dicembre 1912 nominato arcivescovo di Lione)
- Joseph-Marie Tissier † (20 dicembre 1912 - 9 gennaio 1948 deceduto)
- René-Joseph Piérard † (9 gennaio 1948 succeduto - 16 settembre 1973 ritirato)
- Lucien-Emile Bardonne † (16 settembre 1973 succeduto - 1º settembre 1998 ritirato)
- Gilbert Louis (1º marzo 1999 - 23 dicembre 2015 ritirato)
- François Touvet (23 dicembre 2015 - 21 novembre 2023 nominato vescovo coadiutore di Fréjus-Tolone)
- Franck Javary, dal 9 gennaio 2025

## Statistiche
La diocesi nel 2023 su una popolazione di 281.370 persone contava 268.300 battezzati, corrispondenti al 95,4% del totale.
| anno | popolazione | popolazione | popolazione | presbiteri | presbiteri | presbiteri | presbiteri                | diaconi | religiosi | religiosi | parrocchie |
| anno | battezzati  | totale      | %           | numero     | secolari   | regolari   | battezzati per presbitero | diaconi | uomini    | donne     | parrocchie |
| ---- | ----------- | ----------- | ----------- | ---------- | ---------- | ---------- | ------------------------- | ------- | --------- | --------- | ---------- |
| 1950 | 215.620     | 217.127     | 99,3        | 284        | 269        | 15         | 759                       |         | 28        | 338       | 476        |
| 1958 | 213.000     | 216.505     | 98,4        | 307        | 260        | 47         | 693                       |         | 59        | 325       | 477        |
| 1969 | 241.000     | 250.615     | 96,2        | 237        | 218        | 19         | 1.016                     |         | 33        | 351       | 115        |
| 1980 | 241.700     | 261.900     | 92,3        | 185        | 175        | 10         | 1.306                     |         | 18        | 267       | 475        |
| 1990 | 247.600     | 269.000     | 92,0        | 136        | 133        | 3          | 1.820                     | 5       | 5         | 168       | 88         |
| 1999 | 251.000     | 270.000     | 93,0        | 106        | 106        |            | 2.367                     | 4       | 2         | 120       | 34         |
| 2000 | 253.000     | 272.000     | 93,0        | 101        | 101        |            | 2.504                     | 4       |           | 114       | 34         |
| 2001 | 242.000     | 260.836     | 92,8        | 105        | 104        | 1          | 2.304                     | 8       | 1         | 103       | 34         |
| 2002 | 244.800     | 264.000     | 92,7        | 104        | 103        | 1          | 2.353                     | 9       | 1         | 101       | 34         |
| 2003 | 246.000     | 266.000     | 92,5        | 102        | 102        |            | 2.411                     | 11      |           | 96        | 34         |
| 2004 | 241.224     | 260.836     | 92,5        | 103        | 102        | 1          | 2.341                     | 12      | 1         | 95        | 34         |
| 2006 | 252.000     | 269.000     | 93,7        | 84         | 83         | 1          | 3.000                     | 16      | 1         | 77        | 34         |
| 2016 | 261.494     | 274.953     | 95,1        | 63         | 60         | 3          | 4.150                     | 21      | 3         | 61        | 34         |
| 2019 | 269.000     | 281.693     | 95,5        | 57         | 54         | 3          | 4.719                     | 19      | 3         | 47        | 34         |
| 2021 | 267.965     | 280.624     | 95,5        | 45         | 42         | 3          | 5.954                     | 17      | 3         | 41        | 34         |
| 2023 | 268.300     | 281.370     | 95,4        | 38         | 34         | 4          | 7.060                     | 13      | 4         | 31        | 34         |